# Alexander Jallow
Alexander Jallow, né le 3 mars 1998 à Huddinge en Suède, est un footballeur suédois qui évolue au poste d'arrière droit.

## Biographie

### En club
Né à Huddinge en Suède, Alexander Jallow est formé par le club local de l'Avesta AIK (en) avant de rejoindre l'IK Brage.
Le 4 novembre 2016, est annoncé le transfert d'Alexander Jallow au Jönköpings Södra IF pour la saison suivante. Il joue son premier match sous ses nouvelles couleurs le 23 août 2017, lors d'une rencontre de coupe de Suède face à l'Utsiktens BK. Il est titularisé et joue l'intégralité de ce match remporté par son équipe après prolongations (2-3 score final).
Le 2 janvier 2020, Alexander Jallow s'engage avec l'IFK Göteborg,.
Jallow inscrit son premier but pour l'IFK Göteborg le 20 février 2021, lors d'une rencontre de coupe de Suède face au Sandvikens IF. Il est titularisé lors de cette rencontre où son équipe l'emporte par quatre buts à trois.
Le 26 août 2022, Alexander Jallow rejoint l'Italie afin de s'engager en faveur du Brescia Calcio.

### En sélection
Alexander Jallow commence sa carrière internationale avec l'équipe de Suède des moins de 17 ans. Il joue au total deux matchs avec cette sélection en 2015.
Il joue également deux matchs avec les moins de 18 ans, les deux en 2016.
Alexander Jallow joue son premier match pour l'équipe de Suède espoirs le 7 juin 2019, face à la Norvège. Il est titulaire lors de cette partie que la Suède remporte sur le score de trois buts à un.